# Franz Reitterer
Franz Reitterer, celým jménem Franz Xaver Reitterer, pseudonym Franz von Friedberg (21. září 1868 Friedberg – 29. července 1932 České Budějovice), byl rakouský a český nakladatel a politik německé národnosti, na počátku 20. století poslanec Českého zemského sněmu.

## Biografie
Narodil se ve Štýrsku v rodině koláře. V letech 1881–1887 studoval na arcibiskupském gymnáziu ve Štýrském Hradci, pak do roku 1891 na jezuitském gymnáziu v Sankt Andrä a krátce byl jezuitským novicem v Trnavě.
V období let 1892–1896 byl redaktorem a publicistou v nakladatelství Steinbrener ve Vimperku. Roku 1896 se přestěhoval do Českých Budějovic, kde převzal vedení zadlužené tiskárny a zřídil při ní nakladatelství Moldavia. Během krátké doby se stal vlivným českoněmeckým vydavatelem periodik. Zasazoval se o zájmy sudetoněmeckých zemědělců. Roku 1897 založil týdeník Der Dorfbote, okolo kterého pak roku 1898 vznikl Německo-rakouský rolnický spolek, ve kterém Reitterer zastával vedoucí funkce. Z tohoto prostředí pak vzešel impulz ke vzniku Německé rolnické strany roku 1901, jež se roku 1905 proměnila v Německou agrární stranu. V roce 1906 také založil list Der Handwerker a roku 1909 se podílel na vzniku Německo-rakouského spolku řemeslníků. Kromě toho založil nebo převzal mnoho dalších periodik v Čechách, na Moravě a ve Slezsku (například Südböhmische Volkszeitung).
Na počátku století se zapojil i do zemské politiky. Ve volbách v roce 1908 byl zvolen do Českého zemského sněmu v kurii venkovských obcí (volební obvod Krumlov, Chvalšiny, Planá). Politicky se uvádí jako člen Německé agrární strany. Kvůli obstrukcím se ovšem plénum sněmu po roce 1908 fakticky nescházelo.
Po vzniku Československa se stáhl z politiky ale dál se veřejně angažoval a rozvíjel své publicistické aktivity. Nakladatelství Moldavia mělo v roce 1928 již 130 spolupracovníků a patřilo mezi významná sudetoněmecká publicistická centra.